# カルデ
カルデ（伊: Cardé）は、イタリア共和国ピエモンテ州クーネオ県にある、人口約1,200人の基礎自治体（コムーネ）。

## 地理

### 位置・広がり

#### 隣接コムーネ
隣接するコムーネは以下の通り。括弧内のTOはトリノ県所属を示す。
- バルジェ
- モレッタ
- レヴェッロ
- サルッツォ
- ヴィッラフランカ・ピエモンテ (TO)

## 行政

### 分離集落
カルデには、以下の分離集落（フラツィオーネ）がある。
- Boschi, Milleni, Ormea, Tetti